# Dishonored
Dishonored je akciona avantura razvijena od strane Arkane Studios, a objavljena od strane Bethesda Softworks. Igra je objavljena za Microsoft Windows, PlayStation 4, i Xbox One 9 oktobra 2012 godine.

## Dishonored
Radnja se odvija u izmisljenom industrijskom gradu Dunwallu, koji je urađen po ugledu na viktorijanski London , interesantan za istraživanje i prepun tajni, ali nažalost i zahvaćen smrtonosnom kugom.
Igrač je opremljen smrtonosnim oružijem i nadprirodnim moćima, kreće u osvetnički pohod protiv svih onih koji su odgovorni za njegov pad i propast. Igra prati pricu Corvo Attano čoveka koji je optužen za ubistvo carice ostrva, primoran je da postane ubica tražeci osvetu protiv onih koji su se pobunili protiv njega.
Nakon objavljivanja, igra je dobila nekoliko nagrada, 2012 godine Spike Video Game nagrada za najbolju akcionu avanturu i BAFTA nagrada za najbolju igru u 2013 godini, bio je više puta priznat kao najbolja akciona avantura u 2012-oj godini i jedna od najboljih igra te godine. Nakon objavljivanja, Dišonored je dopunjen sa dodatnim sadržajima. PlayStation 4 verzije igre su objavljena u avgustu 2015. godine nastavak Dishonored 2, pušten je u prodaju 11. novembra 2016.

## Gameplay
Svet igre ja atmosferičan. Brojni likovi i gomila knjiga i dokumenata, na solidan način upotpunjuju pozadinu , ali istovremeno korumpiranog i trulog centra fiktivne industrijske revolucije. Likovi su oživljeni glasovnom glumom i dijalozima koje možete čuti u prolazu, a koji svet čine još uverljivijim. Igra poseduje dobar dizajn, sa izraženom neproporcijonalnošću delova tela, tako da fizički izgled dočarava njihovu ulogu i profesiju. Tako stražari imaju široka ramena i velike ruke, dok su aristokrate mršavi likovi visokog čela i nadmenog držanja. Jarki pastelni kolorit na dopadljiv način prezentuje izraženu kontrast između društvenih slojeva i lokacija.
Igrač igra kao Corvo Attano, bivši telohranitelj carice koji trenutno iščekuje smrtnu kaznu, jer je optužen za njeno ubistvo. U prologu igre saznaje činjenice o zločinu za koji je Corvo optužen i to podstiče njegovu želju za osvetom, ali budi i osećanja prema ovom liku. Iz ovog dvostrukog značenja prologa. Igrac vidi da će igra obilovati ovakvim duplim mogućnostima i da će pri svakom susretu sa neprijateljima morati da donese odluku na koji način da odreaguje: da li slediti stazu brutalne osvete ili se izdignuti iznad nasilja koje je preplavilo grad? Njegove akcije imaju male, ali značajne posledice tokom cele misije, i na njemu je da odluči kakvu vrstu odmazde želi.

## Glavni likovi

### Corvo Attano
Corvo Attano je protagonista igre “Dishonored” i jedan od dvojice glavnih protagonista kojima se može upravljati u nastavku “Dishonored 2”. Corvo je bio agent i telohranitelj carice Jassemine Kaldwin ali mu je oduzeta titula glavnog zaštitnika i glavni regant Hirram Burrows koji je osvojio Carstvo ga je bacio u tamnicu, Corvo bezi i moze postati ili ubica ili osvetnik za pokret otpora pod imenom “Lojalisti” i koristi moći koje mu je dao Outsider kako bi eliminisao pratioce Burrows-a i kako bi sprao ljagu sa svog imena i osvetio Caričinu smrt i vratio na presto njenu ćerku Emily koja je bila primorana da abdicira.

### Jessamine Kaldwin
Jassemine Kaldwin je pokojna kraljica ostrva, koju je ubio Daud, po naređenju kralja Hirram Burrowsa. Pre njene smrti Jessamin gleda bespomoćno svoju ćerku Emily Kaldwin koju kidnapuje Duad.

## Mane igre
Ipak, ni Dishonored nije bez nekih mana, od koji ni jedna nije "gamebreaker". Teleportovanje ume da bude traljavo, naročito kada igrač želi da se popne na neko uzvišeno mesto. Mogućnost naginjanje iza zaklona često nema smisla jer će verovatno biti primećen. Par puta mu je zasmetao AI koji ignoriše mrtvog kolegu, pa čak i njega dok mu se šeta pred nosem. Pritom, kada se šunja teško je proceniti da li će i u kojim situacijama biti primećen, jer je AI po ovom pitanju prilično nepredvidiv. Isto tako teško je proceniti koja ubistva utiču na statistiku na kraju nivoa, odnosno na nivo haosa (koji može biti visok i nizak) koji se reflektuje na sam kraj igre. Tako igrac ne zna da li će se na epilog negativno odraziti tela stražara koja su isparila nakon smrti i ona koja su pojeli pacovi? Poslednje pitanje je zašto u igri koja se u velikoj meri oslanja na šunjanje, nije moguće ugasiti svetla?

## Kvaliteti Igre
- Magične moći, oružja i gedžeti otvaraju neograničene mogućnosti za prelaženje misija.
- Baš kao i prostrana okruženja prepuna prolaza i predmeta koji podstiču igrača na istraživanje.
- Dinamična struktura misija i odluke igrača menjaju svet oko njega.
- Dobar vizuelni stil, uverljiv svet, solidna atmosfera.
- Gomila likova i dijaloga koji je upotpunjuju.
- Satisfakcijom nagrađuje kreativnost igrača .
- Replay vrednost.[3]

## Spoljašnje veze
1. Arkane Studios

1. Bethesda Softworks
2. Spike Video Game
3. Dishonored 2
4. Corvo Attano
5. Jessamine Kaldwin
6. Emily Kaldwin
7. BAFTA Архивирано на веб-сајту  (20. новембар 2016)